# Leslie Djhone
Leslie Djhone (Francia, 18 de marzo de 1981) es un atleta francés especializado en la prueba de 4 × 400 m, en la que ha logrado ser campeón mundial en 2003.

## Carrera deportiva
En el Mundial de París 2003 ganó la medalla de oro en los relevos 4x400 metros, con un tiempo de 2:58.96 segundos que fue récord nacional de Francia, quedando por delante de Jamaica y Bahamas, y siendo sus compañeros de equipo: Naman Keïta, Stéphane Diagana y Marc Raquil.
Tres años después, en el Campeonato Europeo de Atletismo de 2006 ganó la medalla de bronce en los 400 metros, con un tiempo de 45.40 segundos, llegando a meta tras su compatriota Marc Raquil y el ruso Vladislav Frolov (plata).